# براد إيفانز (دراج)
براد إيفانز (بالإنجليزية: Brad Evans)‏ هو دراج نيوزيلندي، ولد في 8 مايو 1992 في دنيدن في نيوزيلندا.

## وصلات خارجية
- براد إيفانز على موقع الاتحاد الدولي للدراجات (الإنجليزية)
- براد إيفانز على موقع أرشيف الدراجات (الإنجليزية)
- براد إيفانز على موقع إحصائيات الدراجات الإحترافية (الإنجليزية)
- براد إيفانز على موقع نسبة الدراجات (الإنجليزية)